# Dicranomyia (Dicranomyia) smythiana
Dicranomyia (Dicranomyia) smythiana is een tweevleugelige uit de familie steltmuggen (Limoniidae). De soort komt voor in het Neotropisch gebied.